# Liste der Monuments historiques in Domfaing
Die Liste der Monuments historiques in Domfaing führt die Monuments historiques in der französischen Gemeinde Domfaing auf.

## Liste der Immobilien
| Bezeichnung       | Beschreibung                                  | Standort                 | Kennzeichnung | Schutzstatus | Datum | Bild           |
| ----------------- | --------------------------------------------- | ------------------------ | ------------- | ------------ | ----- | -------------- |
| Kirche St-Laurent | Kirchturm, zweite Hälfte des 12. Jahrhunderts | südlich des Ortes (Lage) | PA00107132    | Inscrit      | 1926  | weitere Bilder |

## Liste der Objekte
| Bezeichnung | Beschreibung          | Standort                        | Kennzeichnung | Schutzstatus | Datum | Bild |
| ----------- | --------------------- | ------------------------------- | ------------- | ------------ | ----- | ---- |
| Glocke      | Bronze, 1676 gegossen | in der Kirche St-Laurent (Lage) | PM88000057    | Classé       | 1922  |      |